# Bagaré (Burkina Faso)
Pour les articles homonymes, voir Bagaré (homonymie).
Bagaré  est une commune rurale et le chef-lieu du département de Bagaré dans la province du Passoré de la région Nord au Burkina Faso.

## Géographie
Bagaré est situé à 40 km à l'ouest de Yako, le chef-lieu de la province, et à environ 150 km au nord-ouest du centre de Ouagadougou. La commune est traversée par la route régionale 21 allant de Yako à Saran.

## Santé et éducation
Bagaré accueille un centre de santé et de promotion sociale (CSPS) tandis que le centre médical avec antenne chirurgicale (CMA) de la province se trouve à Yako.
La localité possède trois écoles primaires publiques (A, B et C).